# Convento de Santa Fe
El convento de Santa Fe, o monasterio de Comendadoras de Santiago, es un inmueble de la ciudad española de Toledo.

## Descripción
También conocido como «monasterio de Comendadoras de Santiago», se ubica en la ciudad de Toledo, en Castilla-La Mancha. Situado en el noreste del casco viejo, está reconocido como Bien de Interés Cultural; en 2001 se delimitó el área afectada por la protección, que incluye también el contiguo Hospital de Santa Cruz.
Está construido sobre antiguas ruinas musulmanas, concretamente sobre el antiguo recinto de al-Hizam (también «Alficén»), y ha sido producto de sucesivas reformas y remodelaciones. El convento se construyó a lo largo del siglo XIII por la Orden de Calatrava, entre 1253 y 1266 el ábside gótico-mudéjar. Hacia 1494 pasó a la Orden de la Concepción Francisca y en 1503 a las Comendadoras de Santiago. Ya en el siglo XIX, en 1873, pasaría a ser ocupado por monjas «ursulinas» de la Sagrada Familia de Loreto y en 1973 quedaría abandonado, pasando el Estado a convertirse en propietario. Cuenta con un espacio denominado «capilla de Belén», en la parte suroeste, con planta octogonal en el interior y cuadrada por fuera, en la que fueron enterrados Fernán Peréz hacia 1242 y Sancha Alfonso, cuyo cuerpo se trasladó a la capilla en 1615.
Desde marzo de 2019, en el inmueble se exponen unas 250 obras del coleccionista de arte cubanoestadounidense Roberto Polo.